# Distretto di Bharuch
Il distretto di Bharuch è un distretto del Gujarat, in India, di 1 370 104 abitanti. Il suo capoluogo è Bharuch.